# Val d'Illiez
La Val d'Illiez è una valle svizzera nel distretto di Monthey, nel canton Vallese.
Situato nel Chablais vallesano, la Val d'Illiez si trova sulla riva sinistra del fiume Rodano, e confina ad ovest con la Francia.

Insieme ad altri comuni come Champéry, Les Crosets, Champoussin, e Morgins, la Val d'Illiez fa parte del comprensorio sciistico franco-svizzero Portes du Soleil, uno dei più grandi al mondo con 650 km di piste.